# Natação nos Jogos Olímpicos de Verão de 2024 - Revezamento 4x100 m medley masculino
A prova do revezamento 4x100 m medley masculino da natação nos Jogos Olímpicos de Verão de 2024 ocorreu em 3 e 4 de agosto de 2024 na Paris La Défense Arena, em Paris. Um total de 74 nadadores de 16 Comitês Olímpicos Nacionais (CON) participaram do evento.

## Qualificação
Para os revezamentos, um máximo de 16 equipes qualificadas em cada evento eram permitidas para totalizar de 112 equipes de revezamento; cada CON poderia inscrever apenas uma equipe por prova. As três melhores equipes em cada revezamento no Campeonato Mundial de Esportes Aquáticos de 2023 em Fukuoka, Japão, reservaram diretamente uma vaga, enquanto as treze equipes restantes competiram pela qualificação por terem os melhores tempos nas eliminatórias e finais nos resultados combinado de 2023 e do Campeonato Mundial de Esportes Aquáticos de 2024, em Doha, Catar.

## Formato
A competição consiste em duas rodadas: preliminares e final. As equipes com os oito melhores tempos nas baterias preliminares avançam a final. Desempates (swim-offs) são utilizados conforme necessário para quebrar os empates de avanço a próxima rodada.

## Calendário
Horário local (UTC+2)
| Data                | Horário | Fase         |
| ------------------- | ------- | ------------ |
| 3 de agosto de 2024 | 10:00   | Preliminares |
| 4 de agosto de 2024 | 20:30   | Final        |

## Medalhistas
|  | CHN China                                                |  | USA Estados Unidos                                                                             |  | FRA França                                                                                             |
|  | Xu Jiayu Qin Haiyang Sun Jiajun Pan Zhanle Wang Changhao |  | Ryan Murphy Nic Fink Caeleb Dressel Hunter Armstrong Charlie Swanson Thomas Heilman Jack Alexy |  | Yohann Ndoye-Brouard Léon Marchand Maxime Grousset Florent Manaudou Clément Secchi Rafael Fente-Damers |

1. 1 2 3 4 5 6  Participaram apenas das preliminares, mas também receberam medalhas.

## Recordes
Antes desta competição, os recordes mundiais e olímpicos da prova eram os seguintes:
| Tipo | Atleta                                                                                                  | Tempo   | Local  | Data                |
| ---- | --- | ------- | ------ | ------------------- |
|      | USA Estados Unidos Ryan Murphy (52.31) Michael Andrew (58.49) Caeleb Dressel (49.03) Zach Apple (46.95) | 3:26.78 | Tóquio | 1 de agosto de 2021 |
|      | USA Estados Unidos Ryan Murphy (52.31) Michael Andrew (58.49) Caeleb Dressel (49.03) Zach Apple (46.95) | 3:26.78 | Tóquio | 1 de agosto de 2021 |

## Resultados

### Preliminares
As equipes com os oito melhores tempos, independente da bateria, avançam a final.
| Pos. | Bateria | Raia | CON                | Nadadores                                                                                             | Tempo   | Notas            |
| ---- | ------- | ---- | ------------------ | --- | ------- | ---------------- |
| 1    | 1       | 5    | FRA França         | Yohann Ndoye-Brouard (52.99) Léon Marchand (59.03) Clément Secchi (51.39) Rafael Fente-Damers (47.95) | 3:31.36 | Q                |
| 2    | 1       | 4    | CHN China          | Xu Jiayu (53.58) Qin Haiyang (58.51) Wang Changhao (51.75) Pan Zhanle (47.74)                         | 3:31.58 | Q                |
| 3    | 2       | 4    | USA Estados Unidos | Hunter Armstrong (53.26) Charlie Swanson (59.73) Thomas Heilman (51.15) Jack Alexy (47.48)            | 3:31.62 | Q                |
| 4    | 1       | 3    | NED Países Baixos  | Kai van Westering (54.49) Caspar Corbeau (58.94) Nyls Korstanje (50.27) Stan Pijnenburg (48.10)       | 3:31.80 | Q                |
| 5    | 2       | 3    | GBR Grã-Bretanha   | Oliver Morgan (53.21) Adam Peaty (59.16) Joe Litchfield (51.76) Matthew Richards (48.00)              | 3:32.13 | Q                |
| 6    | 2       | 5    | AUS Austrália      | Isaac Cooper (53.85) Joshua Yong (58.99) Ben Armbruster (51.61) Kyle Chalmers (47.79)                 | 3:32.24 | Q                |
| 7    | 2       | 2    | CAN Canadá         | Blake Tierney (53.83) Finlay Knox (1:00.34) Ilya Kharun (50.40) Javier Acevedo (47.76)                | 3:32.33 | Q                |
| 8    | 1       | 6    | GER Alemanha       | Ole Braunschweig (54.05) Lucas Matzerath (59.54) Luca Armbruster (51.01) Josha Salchow (47.91)        | 3:32.51 | Q                |
| 9    | 2       | 6    | ITA Itália         | Thomas Ceccon (53.56) Nicolò Martinenghi (59.23) Giacomo Carini (51.75) Alessandro Miressi (48.17)    | 3:32.71 |                  |
| 10   | 1       | 7    | POL Polônia        | Ksawery Masiuk (53.76) Jan Kałusowski (59.94) Jakub Majerski (51.18) Bartosz Piszczorowicz (48.82)    | 3:33.70 |                  |
| 11   | 2       | 8    | IRL Irlanda        | Conor Ferguson (54.88) Darragh Greene (59.68) Max McCusker (52.04) Shane Ryan (47.21)                 | 3:33.81 | Recorde nacional |
| 12   | 1       | 1    | AUT Áustria        | Bernhard Reitshammer (54.97) Valentin Bayer (1:00.02) Simon Bucher (51.16) Heiko Gigler (47.88)       | 3:34.03 |                  |
| 13   | 2       | 1    | KOR Coreia do Sul  | Lee Ju-ho (54.49) Choi Dong-yeol (59.59) Kim Ji-hun (52.62) Hwang Sun-woo (47.98)                     | 3:34.68 |                  |
| 14   | 1       | 2    | JPN Japão          | Riku Matsuyama (55.11) Taku Taniguchi (1:00.22) Naoki Mizunuma (51.63) Katsuhiro Matsumoto (47.88)    | 3:34.84 |                  |
| 15   | 1       | 8    | SUI Suíça          | Roman Mityukov (54.27) Jérémy Desplanches (1:00.73) Nils Liess (54.64) Antonio Djakovic (49.10)       | 3:38.74 |                  |
| 16   | 2       | 7    | ESP Espanha        | Hugo González Carles Coll Mario Mollà Sergio de Celis                                                 | DSQ     |                  |

### Final
As três equipes mais rápidas na final conquistam as medalhas.
| Pos.              | Raia | CON                | Nadadores                                                                                           | Tempo   | Notas            |
| ----------------- | ---- | ------------------ | --------------------------------------------------------------------------------------------------- | ------- | ---------------- |
| Medalha de ouro   | 5    | CHN China          | Xu Jiayu (52.37) Qin Haiyang (57.98) Sun Jiajun (51.19) Pan Zhanle (45.92)                          | 3:27.46 |                  |
| Medalha de prata  | 3    | USA Estados Unidos | Ryan Murphy (52.44) Nic Fink (58.97) Caeleb Dressel (49.41) Hunter Armstrong (47.19)                | 3:28.01 |                  |
| Medalha de bronze | 4    | FRA França         | Yohann Ndoye-Brouard (52.60) Léon Marchand (58.62) Maxime Grousset (49.57) Florent Manaudou (47.59) | 3:28.38 | Recorde nacional |
| 4                 | 2    | GBR Grã-Bretanha   | Oliver Morgan (52.83) Adam Peaty (58.16) Duncan Scott (51.30) Matthew Richards (47.31)              | 3:29.60 |                  |
| 5                 | 1    | CAN Canadá         | Blake Tierney (53.75) Finlay Knox (59.75) Ilya Kharun (50.46) Joshua Liendo (47.31)                 | 3:31.27 |                  |
| 6                 | 7    | AUS Austrália      | Isaac Cooper (54.28) Joshua Yong (59.26) Matthew Temple (50.89) Kyle Chalmers (47.43)               | 3:31.86 |                  |
| 7                 | 8    | GER Alemanha       | Ole Braunschweig (54.38) Melvin Imoudu (59.37) Luca Armbruster (50.96) Josha Salchow (47.75)        | 3:32.46 |                  |
| 8                 | 6    | NED Países Baixos  | Kai van Westering (54.60) Caspar Corbeau (59.19) Nyls Korstanje (50.60) Stan Pijnenburg (48.13)     | 3:32.52 |                  |

Legenda
| Recorde mundial      | Recorde mundial (World record)               |                       | Recorde africano                      | Recorde africano (African) |                                           | Q | Classificado por posição (Qualified) |
| Recorde olímpico     | Recorde olímpico (Olympic record)            | Recorde da América    | Recorde da América (Americas)         | q                          | Classificado por melhor tempo (Qualified) |   |                                      |
| Melhor marca do ano  | Melhor marca do ano (World leading)          | Recorde asiático      | Recorde asiático (Asian)              | DNS                        | Não largou (Did not start)                |   |                                      |
| Recorde nacional     | Recorde nacional (National record)           | Recorde europeu       | Recorde europeu (European)            | DNF                        | Não terminou (Did not finish)             |   |                                      |
| Recorde pessoal      | Recorde pessoal do atleta (Personal best)    | Recorde da Oceania    | Recorde da Oceania (Oceania)          | DSQ / DQ                   | Desclassificado (Disqualified)            |   |                                      |
| Recorde da temporada | Recorde da temporada do atleta (Season best) | Recorde sul-americano | Recorde sul-americano (South America) | NM                         | Sem marca (No mark)                       |   |                                      |